# Schillersdorf (Mirow)
Schillersdorf ist ein Ortsteil der Stadt Mirow im Landkreis Mecklenburgische Seenplatte in Mecklenburg-Vorpommern.

## Geographie und Verkehrsanbindung
Schillersdorf liegt nordöstlich des Kernortes Mirow an der K 1, nordwestlich von Qualzow (Mirow). 
In der Gemarkung Schillersdorf liegen der Wohnplätze Schillersdorfer Teerofen, Zietlitz sowie Teile des Leppinsees, des Mössels und des Großen Kotzower Sees. 
Die Landesstraße L 25 und die B 198 verlaufen südlich und der nächste Bahnhof befindet sich in Leussow (Mirow) (Bahnlinie nach Neustrelitz).
Nordwestlich liegt der Woterfitzsee und westlich der Leppinsee. Südlich erstreckt sich das 32 ha große  Naturschutzgebiet Zerrinsee bei Qualzow, ein Versumpfungsmoor.

## Geschichte
Schillersdorf wurde 1270 erstmals urkundlich erwähnt und 1304 durch die Fürsten von Werle an die Johanniterkomturei Mirow verkauft. 
1934 wurde Schillersdorf wegen der Erprobungsstelle Rechlin zum Bombenübungsplatz umfunktioniert und die Bevölkerung wurde zwangsumgesiedelt. Das Dorf wurde gänzlich zerstört; nur der Kirchturm von 1891 blieb, wenn auch stark beschädigt, erhalten. Er ist das einzige Bauwerk in Schillersdorf, das aus der Zeit vor 1945 stammt. Die jetzige Kirche stammt von 1952. Das Dorf wurde als Straßendorf neu angelegt.
Bis 2014 gehörte Schillersdorf zur Gemeinde Roggentin, diese wurde aber samt Ortsteilen nach Mirow eingemeindet. Die Wälder und Wiesen um Schillersdorf sind noch heute mit Munition belastet und daher ist das Betreten untersagt.

## Sehenswürdigkeiten

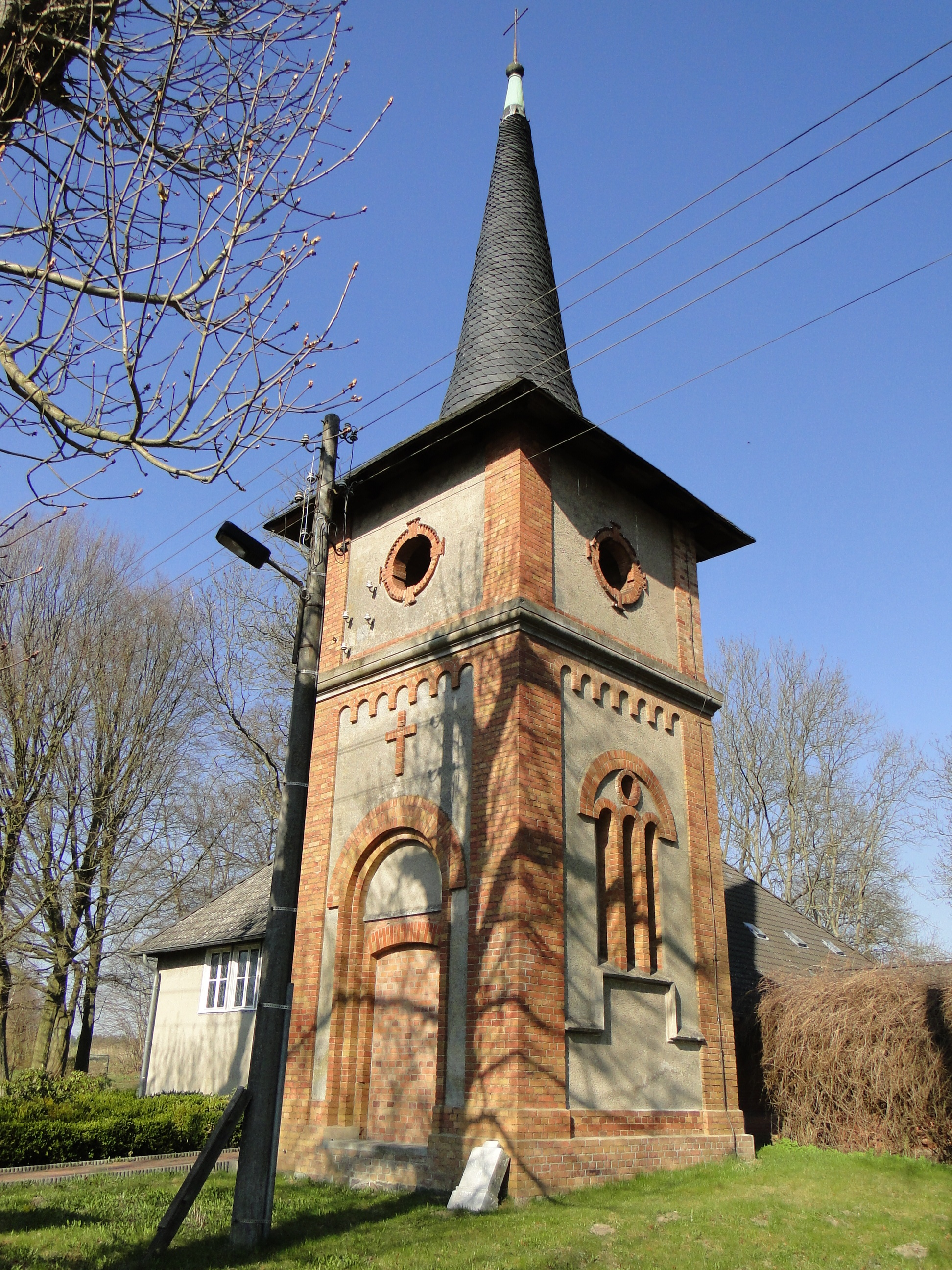
Kirche Schillersdorf

In der Liste der Baudenkmale in Mirow ist für Schillersdorf ein Baudenkmal aufgeführt.
- Kirche von 1952 mit denkmalgeschütztem Kirchturm von 1891